# Stanisławów (gmina Kutno)
Stanisławów – wieś w Polsce, położona w województwie łódzkim, w powiecie kutnowskim, w gminie Kutno.
W latach 1975–1998 miejscowość należała administracyjnie do województwa płockiego.